# Thám tử lừng danh Conan: Ảo thuật gia cuối cùng của thế kỷ
Thám tử lừng danh Conan: Ảo thuật gia cuối cùng của thế kỷ (名探偵コナン 世紀末の魔術師 Meitantei Conan Seikimatsu no Majutsushi) là bộ phim hoạt hình chính thứ ba của bộ truyện tranh Thám tử lừng danh Conan được ra mắt tại Nhật Bản năm 1999, với thám tử chính là Shinichi Kudo. Nó cũng được chuyển thể thành truyện tranh. Tại Việt Nam, phim được phát sóng trên HTV3 vào ngày 4 tháng 12 năm 2016.

## Nội dung
Cuộc họp khẩn do thanh tra Chaki chủ trì với sự góp mặt của các thanh tra cảnh sát cao cấp nhằm giải mã thư cảnh báo của siêu đạo chích Kid và ngăn chặn vụ trộm của hắn. Imperial Easter Egg (Trứng phục sinh) là món đồ nghệ thuật mà Sa hoàng Nga Nikolai II đặt nghệ nhân Faberge tạo ra để làm quà tặng cho hoàng hậu nhân lễ phục sinh. Không chỉ Kid mà rất nhiều nhân vật tham gia vào vụ này, Hoshi Seiran, nhà nghiên cứu vương triều Romanov, ông Inui, nhà buôn đồ cổ, ông Sergei Ovchinikov- bí thư thứ nhất đại sứ quán Nga, anh Sagawa Ryu – nhiếp ảnh gia tự do...Một lần nữa Hattori và Conan lại đụng độ cùng giải mã bí ẩn của Kid và báu vật có 1 không hai. Kid với những trò phù thủy của mình lại biến mất trong quá trinh truy đuổi. Một kẻ bí ẩn đã ra tay? Kẻ đó là ai? Kid có thực sự chết? Lâu đài Yokusuka có vẻ như là nơi giả câu đố về báu vật. Mọi người đã cùng lên thuyền tới nơi đó? Những nguy hiểm nào đang chờ đợi họ?!
Trên thuyền thanh tra Shiratori đã nhận thấy những hành động thông minh và chính xác của Conan, anh bí mật dõi theo cậu. Bí mật về báu vật Imperial Egg, món quà mà Sa Hoàng Nga đặt nghệ nhân Fergie tạo ra để làm quà tặng cho hoàng hậu nhân lễ phục sinh dần hé lộ. Nhưng khi bí mật được hé lộ thì những cái chết không báo trước cứ ập đến. Đầu tiên là Sagawa bị sát hại trên thuyền. Trong lâu đài, nơi cất giữ quả trứng mà Conan nghi là quả thứ hai, họ tìm thấy đường hầm dẫn đến mộ của chủ lâu đài. Quả trứng thứ 2 lại là vỏ của quả đang tồn tại. Khi được đặt vào bệ có ánh sáng, Trứng Ký Ức hiện lõi bên trong, vài giây sau thì tỏa sáng hiện ra ảnh Sa hoàng Nikolai II cùng gia đình. Bỗng một tiếng súng làm họ giật mình. Quả trứng lại bị Scorpion đánh cắp. Và Scorpion chính là Hoshi Seiran. Thực ra Seiran không phải là người Trung Quốc mà là người Nga. Cái tên Trung Quốc Pusu Chinran lái lại thành Rasputin. Và có thể suy ra Seiran chính là hậu duệ của Grigori Yefimovich Rasputin. Sau khi lãnh cú đá của Conan, Seiran bất tỉnh và bị bắt.
Cuối phim tiết lộ rằng sau phát đạn của Seiran, Kid không những không chết mà còn giả trang thành Shiratori. Sau đó Kid đến văn phòng thám tử Mori trong hình hài Shinichi để giữ bí mật cho cậu, qua đó cho thấy Kid đã biết danh tính thật của Conan chính là Shinichi.

## Nhạc phim
Bài hát kết thúc: "One"
- Trình bày: B'z
Lồng trong phim:
- "Ai Wa Itsumo" (愛はいつも)
- "I'll Be There"
- "Kimi ga Ireba (Seikimatsu version)" (キミがいれば 世紀末ヴァージョン)

- Trình bày: Iori

## Lồng tiếng
| Nhân vật            | Diễn viên lồng tiếng | Diễn viên lồng tiếng |
| ------------------- | -------------------- | -------------------- |
| Nhân vật            | Nhật Bản             | Việt Nam             |
| Kudo Shinichi       | Yamaguchi Kappei     | Hoàng Khuyết         |
| Edogawa Conan       | Minami Takayama      | Hoàng Khuyết         |
| Inui Shoichi        | Otsuka Chikao        | Hoàng Khuyết         |
| Mouri Ran           | Yamazaki Wakana      | Thúy Hằng            |
| Mouri Kogoro        | Kamiya Akira         | Trần Vũ              |
| Tiến sĩ Agasa       | Ogata Kenichi        | Chơn Nhơn            |
| Thanh tra Megure    | Chafūrin             | Trí Luân             |
| Thanh tra Shiratori | Shiozawa Kaneto      | Tuấn Anh             |
| Kojima Genta        | Takagi Wataru        | Thiện Trung          |
| Yoshida Ayumi       | Iwai Yukiko          | Kim Ngọc             |
| Haibara Ai          | Hayashibara Megumi   | Ái Phương            |
| Tsubaraya Mitsuhiko | Ohtani Ikue          | Chánh Tín            |
| Suzuki Sonoko       | Matsui Naoko         | Ngọc Quyên           |
| Trung sĩ Takagi     | Takagi Wataru        | Quang Tuyên          |
| Hattori Heiji       | Horikawa Ryo         | Quang Tuyên          |
| Toyama Kazuha       | Miyamura Yuko        | Thu Hiền             |
| Kaito Kid           | Yamaguchi Kappei     | Minh Vũ              |
| Hoshi Seiran        | Fujita Toshiko       | Linh Phương          |
| Sergei Ovchinnikov  | Jo Haruhiko          | Tất My Ly            |
| Suzuki Shiro        | Matsuoka Fumio       | Hạnh Phúc            |
| Nishino Makoto      | Miyamoto Mitsuru     | Tấn Phong            |
| Kosaka Natsumi      | Shinohara Emi        | Huyền Trang          |
| Chaki Shintaro      | Tanaka Nobuo         | Quốc Quân            |
| Sawabe Kuranosuke   | Yoda Eisuke          | Trần Vũ              |
| Nakamori Ginzo      | Ishizuka Unsho       | Nhất Duy             |
| Sagawa Ryu          | Ōtsuka Hōchū         | Bá Nghị              |
| Bà Yoshida          | Sato Shinobu         | Hoài Thương          |